# یواس‌اس دلاویر (۱۸۲۰)
یواس‌اس دلاویر (۱۸۲۰) (به انگلیسی: USS Delaware (1820)) یک کشتی بود که طول آن ۱۹۶ فوت ۲ اینچ (۵۹٫۷۹ متر) بود. این کشتی در سال ۱۸۲۰ ساخته شد.